# Luigi Giuseppe Lasagna
Luigi Giuseppe Lasagna,  * 4. marec 1850, Montemagno, † 6. november 1895, italijanski rimskokatoliški duhovnik, salezijanski misijonar in brazilski škof.

## Življenjepis
Leta 1873 je prejel duhovniško posvečenje in bil kot salezijanski misijonar poslan v Urugvaj in Brazilijo. Bil je ustanovitelj salezijanskih misijonov v Braziliji in Urugvaju.
10. marca 1893 je bil imenovan za naslovnega škofa Oea;  12. marca 1893 ga je v škofa posvetil kardinal Lucido Maria Parocchi.
Umrl je leta 1895 v kraju Juiz de Fora v Braziliji, v trčenju vlakov na železnici Estrada de Ferro Central do Brasil. V nesreči je umrlo še sedem redovnic, pet drugih duhovnikov in kurjač.